# 札巴巴火山

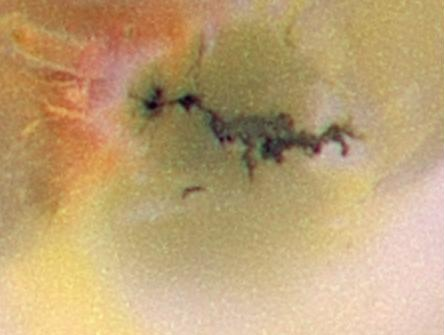
札巴巴火山中心照片，由伽利略探测器於1999年7月拍摄

札巴巴火山 （Zamama）是木星的卫星-木卫一上一座活跃的火山中心，该火山中心于1979年“旅行者1号”飞掠后爆发，成为此代人一生中少数所知的外星复苏火山之一。“伽利略号探测器”进一步的分析和研究有助于全面了解木卫一的火山活动。根据“伽利略探测器”定位，札巴巴火山位于木卫一北纬21度、西经173度处，包括一道长150公里（93英里）、温度1100 K（摄氏830度、华氏1520度）的“裂隙补给型”熔岩流。该火山中心具有爆炸性喷发和溢流式喷发的特点，它的熔岩流似乎源于“普罗米修斯型”火山。
“伽利略探测器”安装了一系列收集和分析木卫一表面火山活动的遥感仪-近红外测图光谱仪(NIMS)、固态成像仪(SSI)、偏振光辐射计(PPR)等。由于没有从木卫一采集到样本，因此，所有的解释都是通过研究“伽利略”数据中的反照率效应、形态和/或光谱变化等得出的。此外，地貌分析被谨慎地应用于这类特殊行星结构的研究。1979年，国际天文联合会以巴比伦神话的基什守护神—“札巴巴”（Zababa），又称作“札玛玛”（Zamama）命名该火山。

## “旅行者”和“伽利略”探测器的任务概述
从木卫一获取的大部分数据都是从轨道成像的地貌学解释中得出的，“旅行者1号”和“伽利略”都使用了热遥感来完成这项任务，热遥感是遥感的一个分支，主要承担处理和解释电磁(EM)频谱的热红外(TIR)区段数据。 札巴巴火山是木卫一上61座活跃的火山中心或“热点”之一，它们都被“旅行者号”、“伽利略号”及地面观测站观测到。札巴巴火山首先由“伽利略探测器”所发现，并确定了它的两种火山活动类型：持续性和偶发性。近红外测图光谱仪检测到札巴巴火山的活动至少已持续了一年以上，因此，它被认为是持久型。但近红外测图光谱仪观察过它九次，仅检测到五次，这种较低的检出率可能是由于观测受限或火山活动暂时减弱之故。

## 札巴巴火山活动

### 火山地形

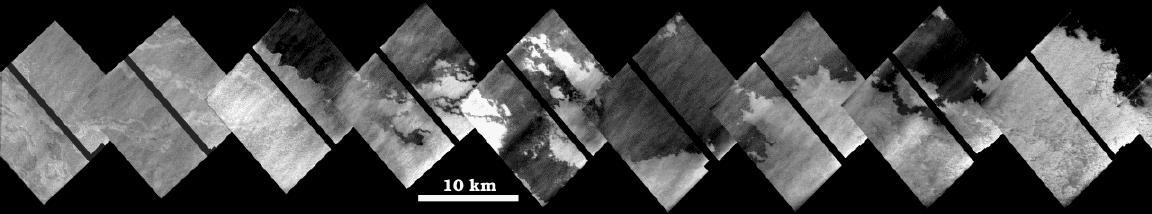
札巴巴火山的熔岩流场，显示了液态熔岩变成固态熔岩的过程。“伽利略”探测器使用固态成像技术拍摄的照片。

建立木卫一的地形图是在木星所有卫星中最具挑战性的，有两种技术可用于制作木卫一地形图，如“三维”立体摄影测量（SP）和“二维”光电测斜法（PC），木卫一火山的特征很差，因为它们的火山构造不同于研究得很好的行星火山，比如火星上的火山。在木卫一上发现了两种常见的流场形态：
- 大范围的不规则熔岩流（熔岩流被）
- 中心向外辐射状流场。

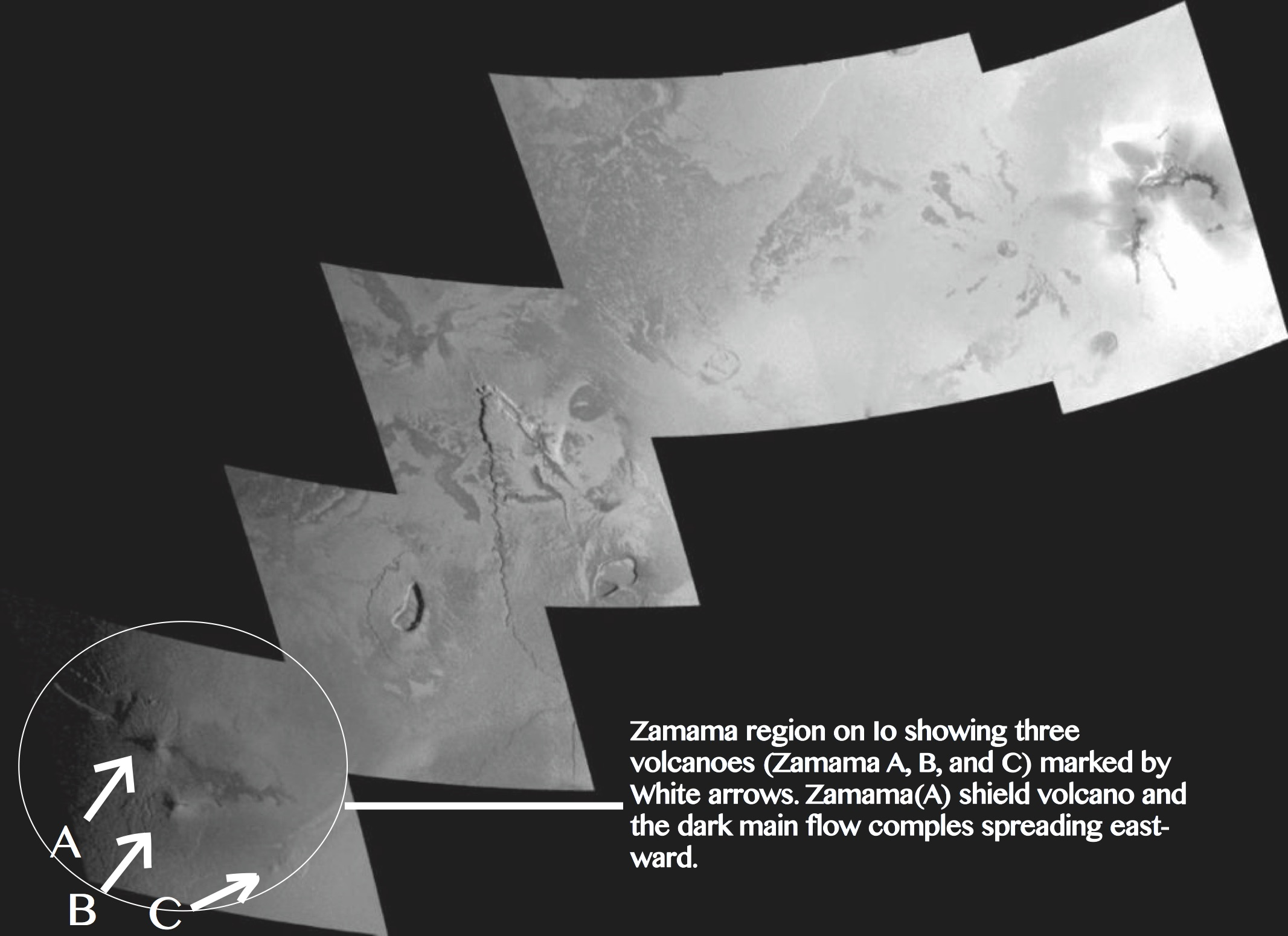
显示了木卫一札巴巴区白色箭头所标记的三座火山 (札巴巴A、B和C)，札巴巴(A) 盾状火山和向东交错蔓延的黑色主熔岩流。

札巴巴活动火山中心的形态特征是中心向外辐射的流场，在该区域中坐落了多座陡峭的盾状火山：
- “札巴巴 A”位于北纬18°、西经 175°处，根据电脑估算它宽约40公里(25英里)、高1.5公里(0.93英里)，平均坡度40°，向东延伸约140公里(87英里)并超出可视的陡峭盾状火山边界[4]。“札巴巴 A”是札巴巴流场的发源地[7]，火山活动的来源，既有硅质的，也有硫化物的，虽然扎巴巴火山发源于普罗米修斯型地幔柱[7]。
- “札巴巴 B”位于“札巴巴 A”东南75公里(47英里)处，约40公里(25英里)宽、1-1.5公里(0.62-0.93英里)高，高度来自电脑对阴影的测量[4]。
- “札巴巴 C”位于北纬15°、西经170°处，距札巴巴火山中心东南175公里(109英里)，计算机测得的高度约250米(820英尺)，坡度介于3°-5°之间[4]。

### 表面变化
1979年“旅行者1号”探访期间，札巴巴火山中心似乎处于非活跃状态，或可能被沃隆德火山的沉积物掩埋。相比之下，“伽利略”观测期间，札巴巴火山中心却是一个非常活跃的热点。在固态成像仪拍摄的图像中，札巴巴火山中心显示了三处明显的表面变化，显示它们是位于黑色熔岩流，直径约370公里(230英里)的明亮光环，此外，在中间突出的喷发流北面及东北沉积了新的黑色环。首先，这次最突出的中央喷发发生在北纬18°、西经171°处，总计有13.6万平方公里(5.3万平方英里)的区域发生了改变； 第二，一次新的喷发导致西侧的中央黑色沉积物变宽，新的亮环沿着熔岩流边缘沉积下来，总计约3.7万平方公里(1.4万平方英里)的区域受到影响；第三，当“伽利略”号在环绕木星的第14个轨道上运行时，扎巴巴的第三束羽流正在活跃地喷发，新沉积物漫延了150±5公里(93.2±3.1英里)并集中在喷发中心东面，涉及范围约9.6万平方公里(3.7万平方英里)。

### 温度

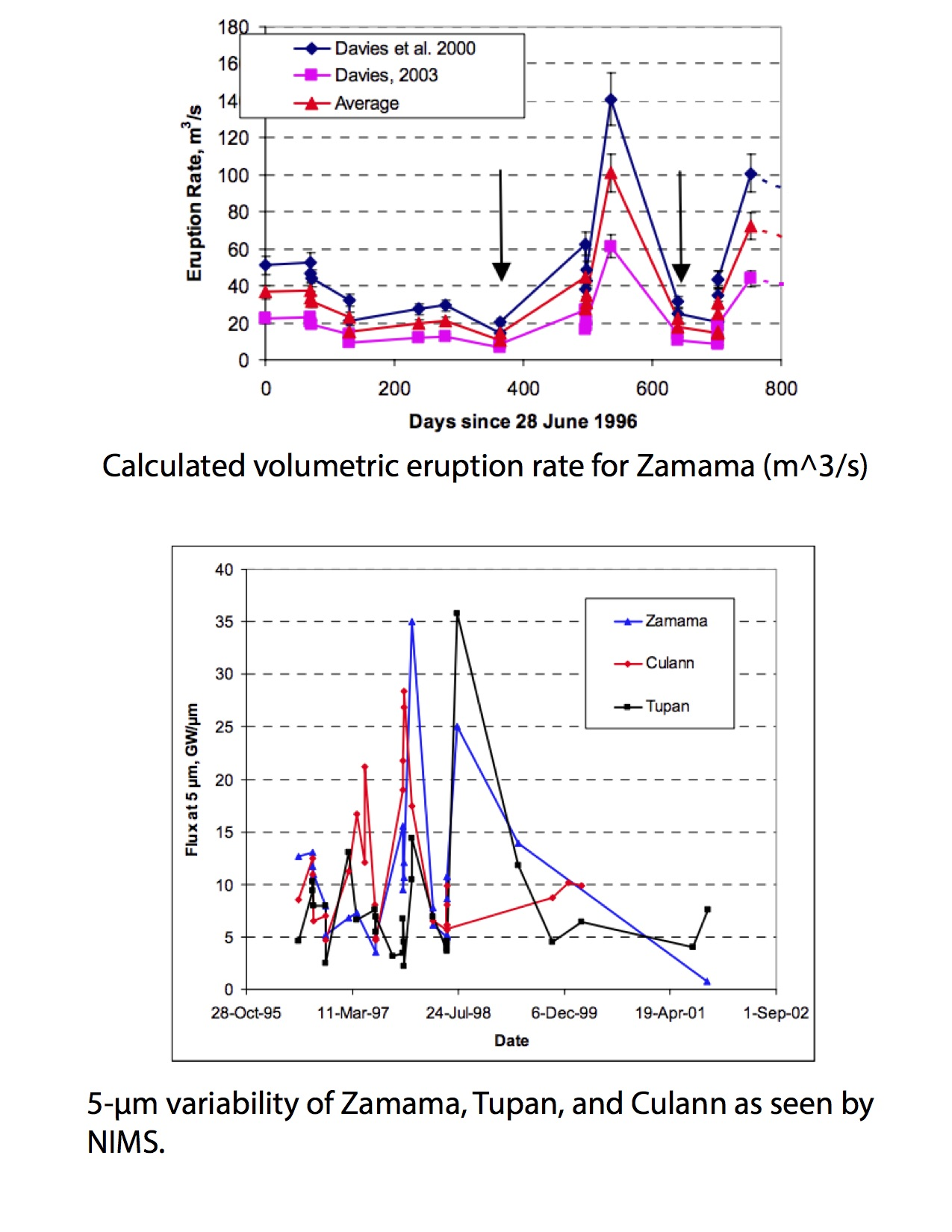
喷发速率图显示的骤降曲线表明喷发活动减弱或旧岩浆流表面冷却。同时，它显示的一个尖峰，表明新一轮的喷发开始。喷发流量图比较了札巴巴火山与其它相同喷发风格的爱奥尼亚火山。

“伽利略探测器”近红外测图光谱仪采集了用于分析喷发强度的数据，并通过双温模型测定其温度和喷发强度。模型表明札巴巴火山温度为1173±243K(摄氏900±243°；华氏1652±437°)。含高硅的火山碎屑流温度可达摄氏(1470 K；华氏2190°)，而札巴巴火山温度也如此之高，表明它为硅质岩浆，但目前尚缺乏可用作成分分析的扎巴巴火山岩浆样本。

### 成分
札巴巴熔岩流显示，它是一座带中央喷口和裂谷带(rift zone)的盾状火山，该裂谷带似乎为“伽利略号”所见到的黑色流场提供了来源。该流场靠近中心处时变窄变薄，越远离中心则越宽阔，这种现象可能缘于从火山边缘到附近平原之间的坡度变化。由于硫质岩浆成分或硅酸盐岩浆被硫质沉积物覆盖之故，从中心喷口流出的是明亮的流体。不过，该火山喷出的熔岩成分仍然很神秘。

### 火山参数

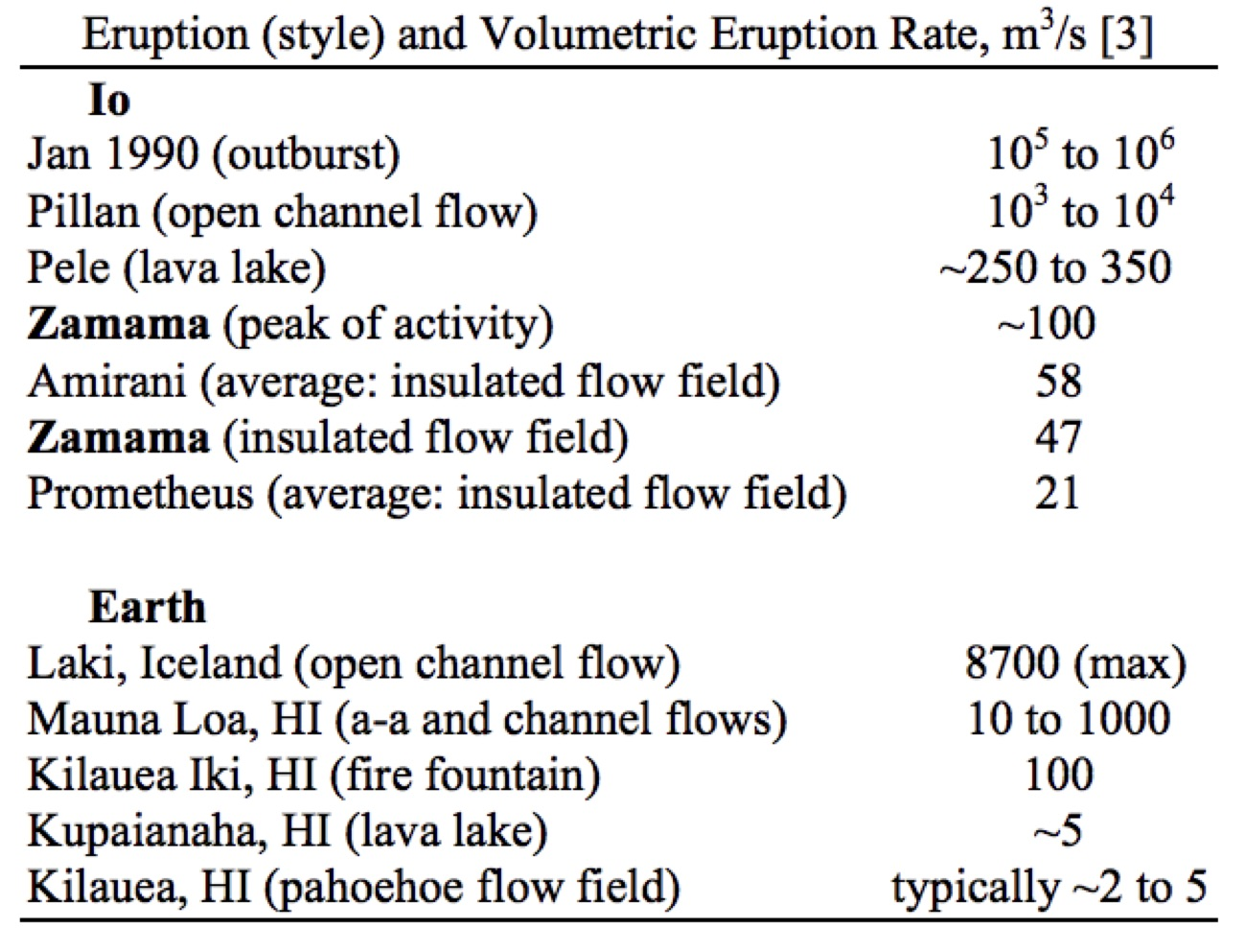
相较于札巴巴火山的熔岩喷发强度，木卫一上其它同类喷发风格的火山都比它高，且与地球上的火山相比，如夏威夷基拉韦厄火山则威力更强大。

近红外测图光谱仪的数据分析确定了木卫一上火山热排放的可变性，尤其是札巴巴火山在1038天（1996年6月28日至1999年5月2日）的活动过程中，结果显示：
- 平均体积喷出速率在周期开始时降低，表明喷发活动减弱，或旧的熔岩流表面已冷却。而后，火山活动增强，预示着火山爆发的开始；
- 在札巴巴火山观察到的总喷发强度为1.25×1019 焦耳；
- 平均喷发强度为139.8吉瓦；
- 该时期喷出的熔岩总量为3.5±1.4公里3(0.84±0.34英里3)；
- 平均喷出的熔岩量为39.4±15.5米3/秒(1390±550英尺3/秒)

## 对比与演变

### 爱奥尼亚火山和地球火山的比较
- 与木卫一上各种类型的喷发相比，札巴巴火山的体积排放率较低[5]；
- 与夏威夷基拉韦厄火山等地球火山相比，札巴巴火山的喷发强度则更大[5]；
- 总体来看，与同一喷发类型的火山相比，木卫一火山的喷发体积通量和活动范围比地球上的更大[5]。

### 爱奥尼亚盾状火山的演化
大多数爱奥尼亚火山开始时都是陡峭的盾状火山，经过一段喷发构造阶段后，中央区崩塌形成一个破火山口。由于陡峭的盾状火山还不曾观测到内部坍塌的火山口，表明坍塌后陡峭火山没得到改造，这可能与温度变化、喷发速率和/或熔岩成分等各种变量有关。未能改造的盾状火山肇因，主要是无法获取岩浆房源源不断的岩浆支持。这些解释可能是一种预示，当前的盾形火山将遵循这一模式并转化成火山口-成为一个喷发点。

## 未来的探索
2013年威廉姆斯(Williams)提出了未来木卫一观测所需的各种设施：“未来木卫一探测的建议包括 ：1) 一艘环木星的“发现者”或“新前沿”级“木卫一观察者”太空探测器；2) 一架具备衍射极限能力的天基紫外望远镜；3) 能够在各种时间尺度（秒、分、小时、天、月、年）上长期监测木卫一的天基计划；4) 延长地基8-10米级，尤其是具有夜间自适应光学功能望远镜的木卫一观测时间”。
 

## 延伸阅读
- Williams, David A.; Keszthelyi, Laszlo P.; Schenk, Paul M.; Milazzo, Moses P.; Lopes, Rosaly M. C.;  et al. . Icarus. September 2005, 177 (1): 69–88. Bibcode:2005Icar..177...69W. doi:10.1016/j.icarus.2005.03.005.
- Davies, Ashley Gerard; Lopes-Gautier, Rosaly; Smythe, William D.; Carlson, Robert W. . Icarus. November 2000, 148 (1): 211–225. Bibcode:2000Icar..148..211D. doi:10.1006/icar.2000.6486.